# Corecettore B7
Il corecettore B7, di cui possiamo distinguere due sottotipi, B7.1 e B7.2, è una molecola espressa sulle cellule dendritiche attivate in seguito all'incontro e alla fagocitosi di materiale estraneo. Il corecettore B7 può interagire frequentemente a livello degli organi linfoidi secondari, con lo specifico recettore presente sui linfociti T, chiamato CD28. Questa interazione attiva una serie di vie di trasduzione del segnale che coinvolgono molecole come AP.1 e NF-κB, determinando in tal modo un efficace stimolo proliferativo sul linfocita precedentemente attivato dal riconoscimento del complesso antigene + MHC.